# Антеїзм
Антеїзм — філософське поняття, що означає єдність людини з природою («землею-матір'ю»), домінування ідеї про нерозривну єдність людини й природи. Назва терміна походить від імені персонажа давньогрецької міфології — Антея, фізична сила якого могла проявлятися у повній мірі тільки в разі контакту з рідною землею.
Зародки ідеї антеїзму знаходимо в культурі Київської Русі. Принцип «сродності» Григорія Сковороди також близький антеїзму. Яскравий виразник антеїзму в українській філософській думці доби романтизу — Пантелеймон Куліш.